# Iliász (keresztnév)
Az Iliász görög eredetű férfinév, jelentése: Ilionból (Trójából) származó.

## Gyakorisága
Az 1990-es években szórványos név, a 2000-es években nem szerepel a 100 leggyakoribb férfinév között.

## Névnapok
- november 21.[2]